# Affichage libre

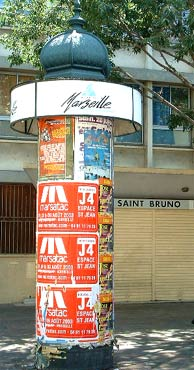
Affichage libre sur une colonne Morris à Marseille.

L’affichage libre est un mode d'expression par affiche dans un lieu public sur un support prévu à cet effet. Son nom officiel est « affichage d'opinion et publicité relative aux activités des associations sans but lucratif ».
L’affichage libre est règlementé et doit être distingué de l'« affichage sauvage » qui, de ce fait, est illégal.
Le plus souvent, la fixation de l'affiche sur son support se fait avec de la colle liquide. La plus utilisée est la colle à tapisser en poudre mélangée à de l'eau. La méthode la plus couramment employée est la suivante : un support (en bois, métal ou plastique) est recouvert de colle, l'affiche apposée dessus, qui est à son tour couverte de colle.

## En France

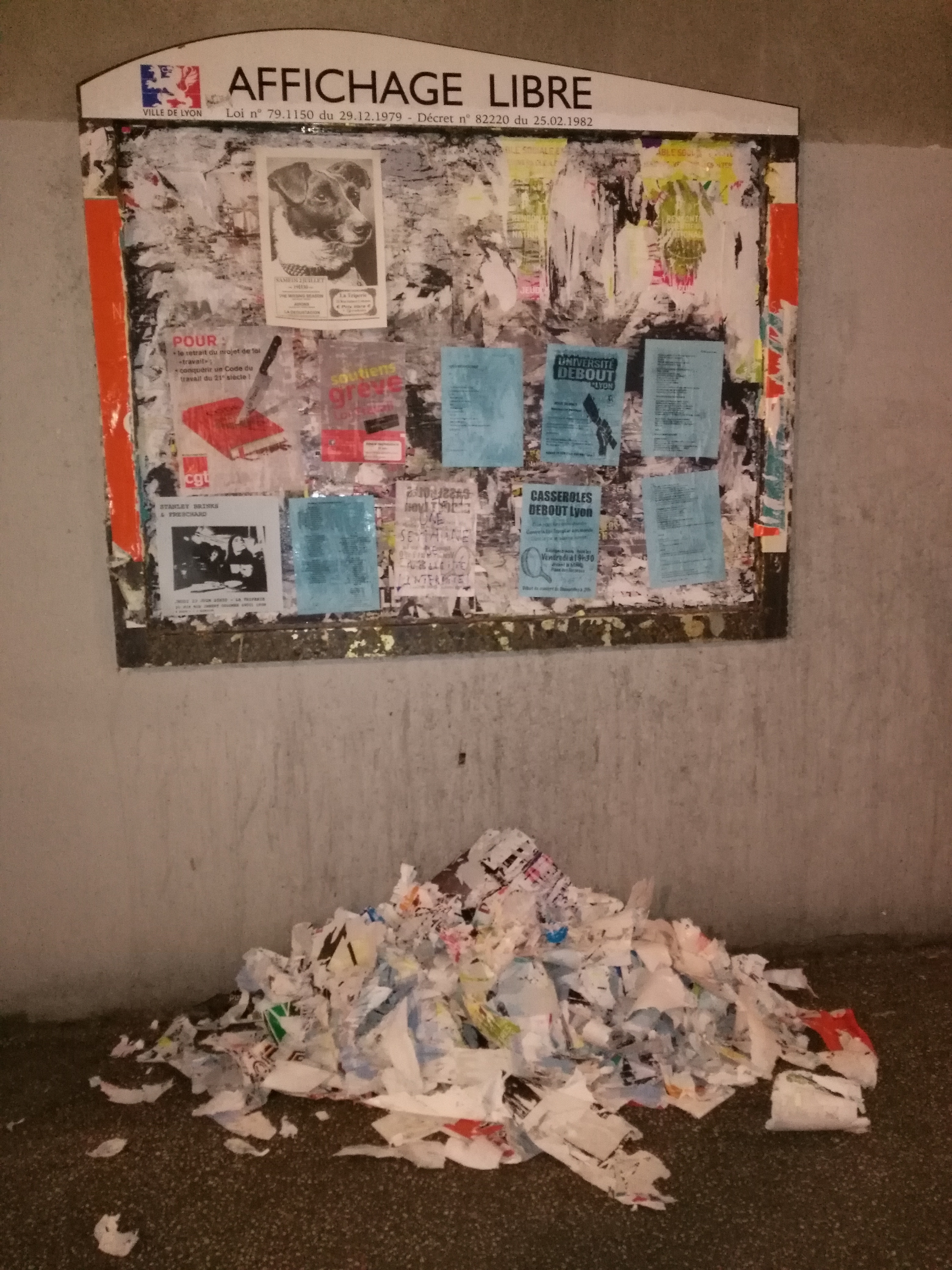
Nettoyage d’un panneau d'affichage réservé à l’affichage citoyen à Lyon (France), accaparé par des publicités commerciales normalement interdites.

### Règlementation
L'affichage libre était réglementé par la loi n° 79-1150 du 29 décembre 1979 et par le décret d'application n° 82-220 du 25 février 1982 ; il est actuellement régi par les articles L. 581-13, R. 581-2 et R. 581-3 du code de l'environnement. Les communes sont tenues d'informer (directement ou sur demande) les citoyens des emplacements d'expression libre disponibles sur leur territoire. 
Cette règlementation pose en particulier que toutes les communes françaises doivent disposer d'au moins :
- quatre mètres carrés d'affichage libre pour les communes de moins de 2 000 habitants ;
- quatre mètres carrés plus deux mètres carrés par tranche de 2 000 habitants au-delà de 2 000 habitants pour les communes de 2 000 à 10 000 habitants ;
- douze mètres carrés plus cinq mètres carrés par tranche de 10 000 habitants au-delà de 10 000 habitants pour les autres communes.

Par ailleurs, la législation précise que le ou les emplacements réservés à l'affichage d'opinion et à la publicité relative aux activités des associations sans but lucratif doivent être disposés de telle sorte que tout point situé en agglomération se trouve à moins d'un kilomètre de l'un au moins d'entre eux.
En principe, ces emplacements d'affichage sous différentes formes (panneau, colonne Morris, mur, etc.) doivent être réservés aux associations ou à toute personne voulant passer une annonce gratuitement sans but lucratif ou commercial. Certaines communes réservent des panneaux par type d'affichage en distinguant ces trois catégories : 
- affichage d'expression politique ;
- affichage associatif ;
- expression libre.

Dans la plupart des communes, l'affichage d'opinion et des associations sans but lucratif est autorisé sur les palissades de chantier (Article L581-8 du Code de l’environnement).
La ville de Paris, avec 2 268 265 habitants (recensement de 2010), devrait disposer de 1 142 m2 d'affichage libre, soit environ 570 panneaux. Cependant, elle ne respecte pas ses obligations réglementaires : la ville recensait seulement 16 panneaux d'expression libre au 2 janvier 2013. Des panneaux municipaux vitrés sont sous clef et réservés à l'affichage associatif, qui est de fait soumis à autorisation[source insuffisante]. Seules de rares palissades de chantiers sont disponibles pour l'affichage libre, qui est donc quasi inexistant[source insuffisante] à Paris.

### Détournements
L’affichage libre ne doit pas être confondu avec l’affichage sauvage, illégal en France.
Un nombre important de ces espaces (spécialement dans les grandes agglomérations) sont utilisés par des manifestations commerciales comme celles des sociétés productrices d'événements commerciaux, foires et salons d'exposition, des cirques itinérants ou des discothèques. De ce fait, il est très difficile de faire respecter des emplacements réservés à chacun.
Une commune ne peut interdire à une association ou à un particulier de déposer un texte, sous peine de « porter une atteinte grave et manifestement illégale à la liberté d’expression » (Tribunal administratif de Versailles, 9 octobre 2011, Sébastien Durand vs Commune de Saint-Cyr-l'École).

## En Suisse
La ville de Lausanne a mis en place une trentaine de panneaux d'affichage « à but idéal », réservé exclusivement à la promotion d'idées ou d'activités à but non lucratif (vie associative, fête de quartier, etc.).

## À Montréal
L’affichage sauvage était illégal à Montréal. En 1992, Publicité Sauvage dépose un projet de législation de l’affichage sur les chantiers de construction et obtient ce droit en 1994.